# Група 14 на периодичната система
Група 14 на периодичната система е група на периодичната система (бивша IVA), известна още като „въглеродна група“, а в миналото са били използвани и имената кристалогени и тетрели. Групата включва следните химични елементи:
- въглерод
- силиций
- германий
- калай
- олово
- флеровий

Въглеродът е неметал, силицият и германият са металоиди, а калаят и оловото са метали. Предполага се, че флеровият, също като оловото, ще е с характер на метал.

## Закономерности
- Елементите от 14 група проявяват променлива валентност. За въглерода най-характерни степени на окисление са -4, -2, +2, +4, докато при силиция, германия, калая и оловото се проявяват предимно +2 и +4.

- С увеличаване на поредния номер (Z) в 14 група атомният радиус на елементите нараства, а йонизационната енергия плавно намалява. Това е причина да се наблюдава преходът неметал-металоид-метал.

## Физични свойства на елементите от 14 група
Точките на кипене на въглеродната група намалят с увеличаване на атомния номер. Въглеродът, който е най-лекият представител на тази група, се топи и сублимира при 3825 °C. Силицият кипи при 3265 °C, германият – при 2833 °C, калаят – 2602 °C и оловото – при 1749 °C. Точките на топене на тази група следват същия пример като с точките на кипене. Силицият се топи при 1414 °C, германият – при 939 °C, калаят– при 232 °C, а оловото – при 328 °C.
Въглеродът е с кристална хексагонална структура. При високи налягания и температури води до формирането на диамант. Силицият и германият са с диамантена кубична структура, както и калаят при ниска температура (под 13,2 °C). Калаят при стайна температура е с тетрагонална кристална структура. Оловото е с кубична кристална структура.
Плътността на елементите от въглеродната група се увеличава с нарастване на атомния номер.

## Алотропни форми
Въглеродът се среща в няколко алотропни форми – графит, диамант, аморфен въглерод, фулерен, графен.
Силицият има две алотропни форми при нормална температура. Това са аморфен силиций и кристален силиций. Аморфният силиций е кафяв прах, а кристалният силиций е сив и е с метален блясък.
Калаят има два алотропа: α-калай, познат още като сив калай, и β-калай. Често срещана е формата β-калай, който е метален прах. При нормално налягане и при температура под 13,2 °С β-калаят се превръща в α-калай – сив прах. Този процес се нарича калаена чума или калаено гниене.

## Химични свойства на елементите от 14 група
Елементите от 14 група взаимодействат с водорода, с кислорода, халогените, някои метали и неметали.
- взаимодействие с водород – получават се хидриди (наричани още въглеводороди, силани, германи, станани, и плумбани)

С + 2H2 → СH4 (метан)
2С + 3H2 → С2H6 (етан)
2С + 2H2 → С2H4 (етилен; етен)
2С + H2 → С2H2 (ацетилен; етин)
- взаимодействие с кислород – киселинни (С и Si), неутрални и амфотерни оксиди (Ge, Sn, Pb)

2С + O2 → CO (непълно горене)
С + O2 → CO2 (пълно горене)
- взаимодействие с метали – при високи температури

2C + Lu → LuC2
C + 2Be → Be2C
3C + 4Al → Al4C3
- взаимодействие с халоген – Si, Ge, Sn и Pb

Si + 2Cl2 → SiCl4
- взаимодействие с неметал

С + 2S → СS2
- взаимодействие с металоид

С + Si → SiC